# Lulang
Lulang (en népalais : लुलाङ) est un comité de développement villageois du Népal situé dans le district de Myagdi. Au recensement de 2011, il comptait 1 484 habitants.